# Onthophagus fungicola
Onthophagus fungicola là một loài bọ cánh cứng trong họ Bọ hung (Scarabaeidae).